# Trophonopsis rotundatus
Trophonopsis rotundatus är en snäckart som först beskrevs av Dall 1902.  Trophonopsis rotundatus ingår i släktet Trophonopsis och familjen purpursnäckor. Inga underarter finns listade i Catalogue of Life.